# Hospital Nostra Senyora de Meritxell

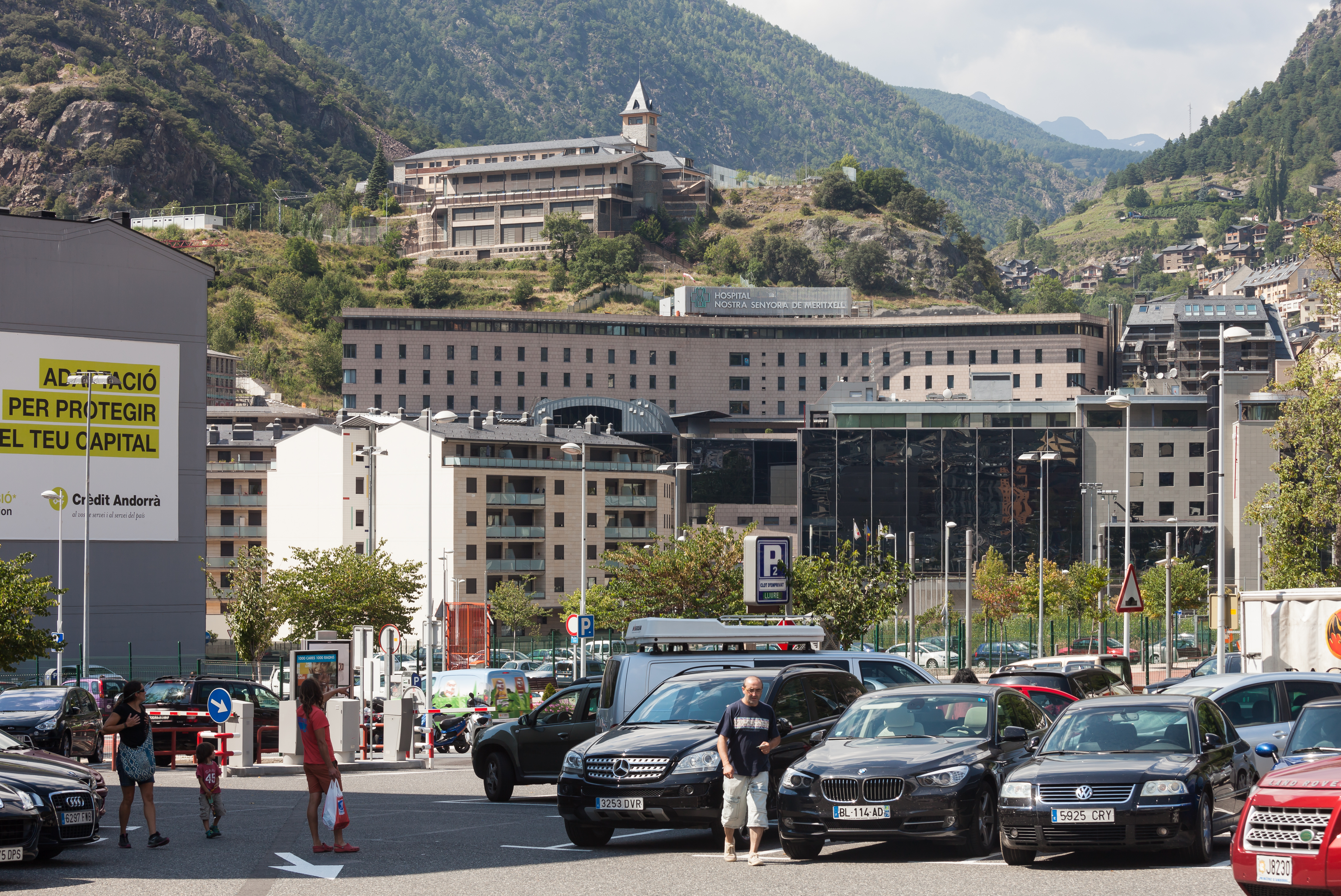
Ansicht des Krankenhauses, 2013

Das Hospital Nostra Senyora de Meritxell ist das Krankenhaus des Kleinstaates Andorra. Es wurde 1993 gebaut und hat 192 Betten.